# Willy Blain
Willy Blain (ur. 24 kwietnia 1978 w Le Tampon) – francuski bokser, trzykrotny medalista mistrzostw świata i Europy w wadze junior półśredniej.